# Sedley (Saskatchewan)
Sedley es un pueblo canadiense situado en la provincia de Saskatchewan.

## Superficie
Sedley tiene una superficie de 1,34 km².

## Demografía
En 2021, tenía 367 habitantes, una densidad poblacional de 274,4 hab./km², y 137 viviendas.